# Bizous
Bizous település Franciaországban, Hautes-Pyrénées megyében. Lakosainak száma 128 fő (2022. január 1.). Bizous Tuzaguet, Anères, Hautaget, Montoussé és Montsérié községekkel határos.

## Népesség
A település népességének változása:
| Lakosok száma | 100  | 105  | 111  | 110  | 116  | 122  | 128  | 128  | 128  |
|               | 2013 | 2015 | 2016 | 2017 | 2018 | 2019 | 2020 | 2021 | 2022 |